# هوتون (آن)
هوتون (بالفرنسية: Hotonnes)‏ هي بلدية فرنسية تقع في إقليم الآن في فرنسا. رمز إنسي لها هو:1187. أما الرمز البريدي لها فهو: 1260.